# Handball Club Raeren 1976
Le Handball Club Raeren 1976, abrégé en HC Raeren 76, surnommé HCR, était un club de handball, situé à Raeren en Belgique dans la Province de Liège au sein de la Communauté germanophone de Belgique.
Porteur du matricule 195, le club évolua en tout dix saisons au sein de la Division 2 où son meilleur résultat fut deux troisième place en 2007 et 2008, année où le HC Raeren 76 fusionna avec son voisin et rival du HC Eynatten pour former le Handball Club Eynatten-Raeren.
Bien qu'il fût situé dans les cantons de l'est, Raeren était affilié à la LFH.

## Histoire

### Les débuts
Fondé le 23 janvier 1976 par le lutteur Erich Flaiz, sous les conseils du joueur et entraîneur d'Eupen Kuno Strang, le Handball Club Raeren 1976 obtient le matricule 195.
Ainsi, le club inscrit une équipe lors de la saison 1976/1977 en Promotion Liège (provinciale), plus bas niveau pour un club liégeois masculin. Après cinq saisons passées dans ce championnat, les germanophones, avec à leur tête Roger Xhonneux, sont promus en Division 3 (régional) mais ne passèrent qu'une saison au sein du championnat.
Le club relégué se résout à mettre en place une formation pour les plus jeunes afin d'assurer l'avenir. Finalement, après avoir opté pour Reiner Mattar, les Raerenois réussissent à s'extirper de la Promotion Liège en 1989. Le matricule 195 reste six ans en régional avant de réussir l'exploit d'accéder à la Division 2 avec cette fois Marek Wojciechowski comme entraîneur.

### En divisions nationales
Cette fin des années 1990 ainsi que le début des années 2000 sont clairement les années dorées pour le handball germanophone belge, avec Eupen et Eynatten qui passeront une bonne partie de ce temps en Division d'Honneur et y exulta. Raeren quant à lui continue d'évoluer au deuxième échelon nationale jusqu'en 1999 où avec seulement six victoires et deux matchs nuls en 26 rencontres, le club finit avant dernier et se retrouve relégué en régionale. 
Les germanophones sortent la tête de l'eau en 2002, une renaissance qui se voit notamment avec l'arrivée de Mariusz Kedziora à la tête de l’équipe. De fait, les résultats ne se font guère attendre, Raeren retrouve la Division 2 en 2003. Le club évolue désormais dans l'antichambre de l'élite non plus pour y faire de la figuration mais pour être de vraies protagonistes dans la lutte pour la montée. Quatrième en 2006, troisième en 2007 et 2008. Mais cette saison 2007/2008 sera malheureusement le claque de fin pour le HC Raeren 76 qui fusionne avec son grand voisin du HC Eynatten. Depuis le club formé se nomme le HC Eynatten-Raeren.

## Parcours
| Handball Club Raeren 1976 |                 |     |   |
| 1976-1977                 | Promotion Liège | ?   | ? |
| 1977-1978                 | Promotion Liège | ?   | ? |
| 1978-1979                 | Promotion Liège | ?   | ? |
| 1979-1980                 | Promotion Liège | ?   | ? |
| 1980-1981                 | Promotion Liège | ?   | ? |
| 1981-1982                 | Promotion Liège | ?   | ? |
| 1982-1983                 | Division 3      | ?   | ? |
| 1983-1984                 | Promotion Liège | ?   | ? |
| 1984-1985                 | Promotion Liège | ?   | ? |
| 1985-1986                 | Promotion Liège | ?   | ? |
| 1986-1987                 | Promotion Liège | ?   | ? |
| 1987-1988                 | Promotion Liège | ?   | ? |
| 1988-1989                 | Promotion Liège | ?   | ? |
| 1989-1990                 | Division 3      | ?   | ? |
| 1990-1991                 | Division 3      | ?   | ? |
| 1991-1992                 | Division 3      | ?   | ? |
| 1992-1993                 | Division 3      | ?   | ? |
| 1993-1994                 | Division 3      | ?   | ? |
| 1994-1995                 | Division 3      | ?   | ? |
| 1995-1996                 | Division 2      | ?   | ? |
| 1996-1997                 | Division 2      | ?   | ? |
| 1997-1998                 | Division 2      | ?   | ? |
| 1998-1999                 | Division 2      | 13e | ? |
| 1999-2000                 | Division 3      | ?   | ? |
| 2000-2001                 | Division 3      | ?   | ? |
| 2001-2002                 | Division 3      | ?   | ? |
| 2002-2003                 | Division 2      | ?   | ? |
| 2003-2004                 | Division 2      | ?   | ? |
| 2004-2005                 | Division 2      | ?   | ? |
| 2005-2006                 | Division 2      | 4e  | ? |
| 2006-2007                 | Division 2      | 3e  | ? |
| 2007-2008                 | Division 2      | 3e  | ? |

## Personnalité
- Erich Flaiz : président

### Entraîneur
- Roger Xhonneux
- Reiner Mattar
- Marek Wojciechowski
- Mariusz Kedziora : 2002-2008